# Video Game Pianist
Pour les articles homonymes, voir Leung.
 (mai 2025).
Le contenu est difficilement compréhensible vu les erreurs de traduction, qui sont peut-être dues à l'utilisation d'un logiciel de traduction automatique.

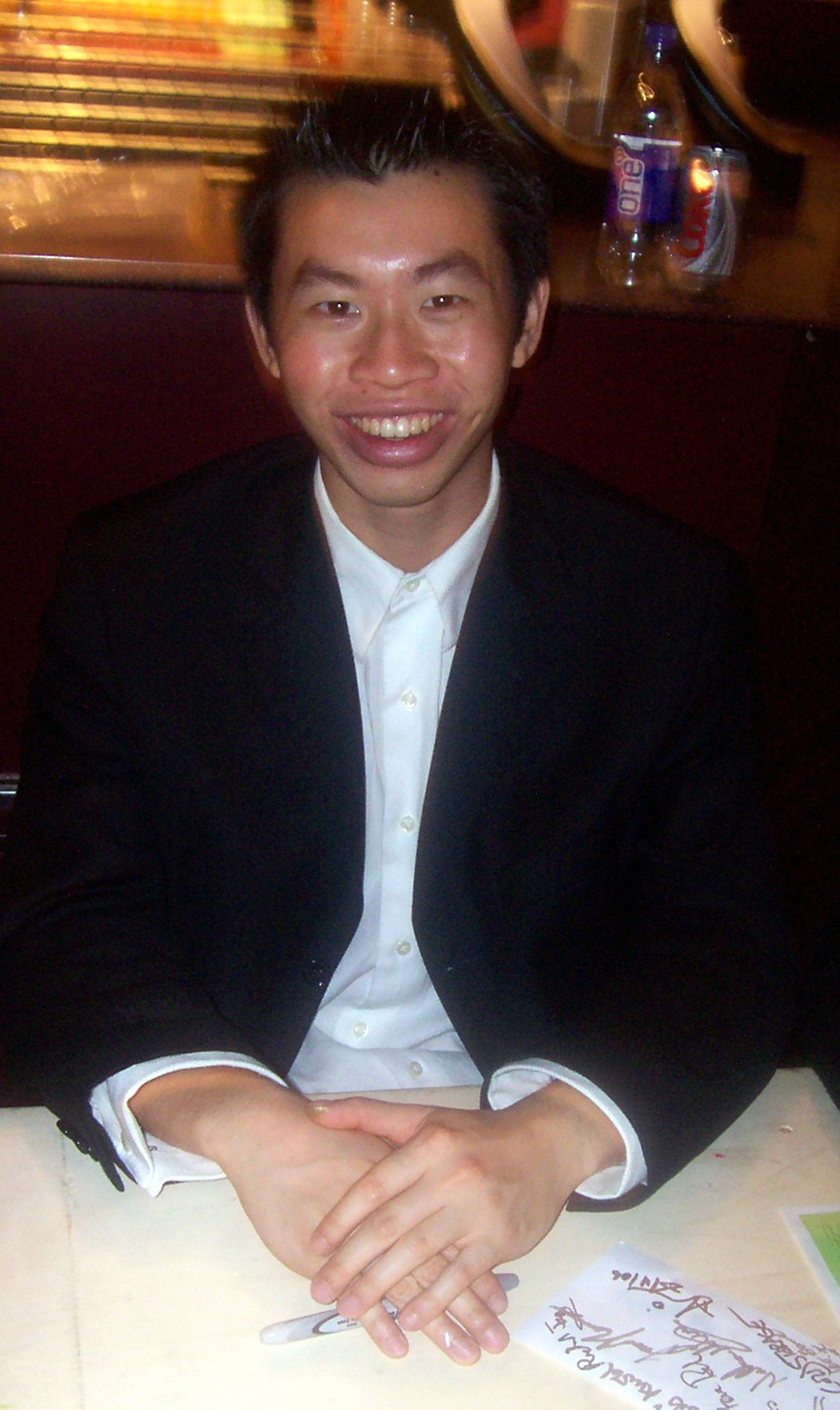
Martin Leung, après son interprétation au Video Games Live au Hammersmith Apollo de Londres, le 25 novembre 2006

Martin Leung, connu sous les pseudonymes de Video Game Pianist ou VGP ou encore Blindfolded Pianist (le pianiste aux yeux bandés), est l'un des premiers pianistes à avoir obtenu une reconnaissance internationale en interprétant des musiques de jeux vidéo au piano, à la fois en concerts et sur des vidéos en ligne.
Contrairement à de nombreux musiciens reconnus, la percée de Leung s'est réalisée presque entièrement sur Internet. Elle a commencé le 2 juillet 2004 lorsqu'une de ses vidéos où il interprétait la musique de Super Mario Bros. les yeux bandés est devenue virale et est apparue sur de nombreuses plateformes d'hébergement de vidéos. L'exploit de Leung a été couvert par l'Advanced Media Network, The Cleveland Plain Dealer, Nintendo Power, GAME Magazine, CUBE Magazine, Night Life Montreal, MTV, 1UP.com, GameSpot, et Slashdot.

## Biographie
Martin Leung est né le 18 octobre 1986 à Hong Kong en Chine de parents japonais et chinois. Il déménagea en Californie à l'âge de trois ans et commença à montrer un intérêt pour le piano dès l'âge de quatre ans, après avoir entendu sa sœur jouer et commençait à imiter des chansons. Ses parents notèrent son potentiel et il commença à recevoir des leçons de piano dès cet âge. Après quelques années avec son premier professeur, il excella et dut changer de professeur.
À la fin des années 1990, Leung était devenu un musicien talentueux, lui permettant d'obtenir par deux fois la première place à la Compétition internationale Liszt de Los Angeles, en 1998 et en 2000, et une troisième place en 2002 au Festival de piano Oberlin. Leung réalisa ses débuts au Carnegie Hall en 2003 à l'âge de 16 ans dans l'auditorium Isaac Stern en interprétant le Concerto No. 1 - Presto pour piano de Mendelssohn.
En 2004, lors de sa dernière année à la University High School, Leung allia ses passions — piano et jeux vidéo —, écoutant inlassablement la musique de Super Mario afin d'en créer un arrangement pour piano [citation nécessaire]. Le 10 mai 2004, une vidéo qu'il avait réalisée avec un ami dans laquelle il interprétait les yeux bandés les musiques des différents volets de Super Mario Bros. fut diffusée sur différents sites internet.
En 2008, il décrocha une Licence de Musique à l'Institut de musique de Cleveland (en) où il étudia avec Paul Schenly et Daniel Shapiro. En mai 2010, il obtint son Master en musique à l'École de musique de Yale où il étudia avec Claude Frank. Parmi ces anciens professeurs, on retrouve Myong-joo Lee, Ory Shihor, Scott McBride Smith, et Marilyn Shields.

## Performances
Après que sa première vidéo sur internet ait été visionnée 40 millions de personnes selon les estimations, il commença à interpréter des musiques d'autres jeux vidéo célèbres tels que The Legend of Zelda, Sonic the Hedgehog, Halo, Earthworm Jim, et Final Fantasy. Réalisant de plus en plus de vidéos dans lesquelles il interprète une large collection de musiques de jeux vidéo, son travail commença à être diffusé sur iFilm, MSN Video, Ebaums World, Gprime, et Albino Blacksheep.
En février 2005, remarquant son talent et sa popularité croissante, Tommy Tallarico demanda à Leung de le rejoindre sur sa prochain tournée du Video Games Live, la première tournée de concerts d'Amérique du Nord dédiée entièrement aux musiques de jeux vidéo. Avant son apparition au VGL, Tallarico lui demanda de jouer à la nouvellement créée Walk of Game et aux Game Audio Network Guild Awards de la Game Developers Conference de 2005. En mai 2005, il a été recruté par BradyGames pour jouer aux stands de l'E3. Le 6 juillet 2005, lors de la première du Video Game Live, Leung interpréta un arrangement pour piano du "Prelude" et de "One Winged Angel” du jeu Final Fantasy VII devant environ 11 000 fans au Hollywood Bowl. Parmi les participants les plus connus, on retrouve Hideo Kojima, Koji Kondo (via une vidéo pré-enregistrée), Lorne Lanning, Yuji Naka, Marty O’Donnell, et Ted Price.
À la Game Developers Conference de mars 2006, Leung interpréta ses arrangements pour piano des jeux Zelda, Monkey Island, Halo 2, Myst, et Advent Rising aux G.A.N.G ; certains des compositeurs ayant créé des thèmes pour ces jeux, comme Tim Harkins, Clint Bajakian, Marty O'Donnell, Jack Wall et Tommy Tallarico, étaient présents. Durant la GDC, Leung joua aussi des thèmes de Final Fantasy au concert à guichets fermés du Video Games Live qui a eu lieu au San Jose Civic Auditorium.
Depuis qu'il a rejoint le Video Games Live, Leung a interprété plusieurs pièces, dont son pot-pourri de Final Fantasy, la musique de Super Mario Bros., et une interprétation de la musique de Tetris. Nombreuses de ces exécutions ont été faites les yeux bandés.

## Video Games Live
Le Video Games Live, fondé par les compositeurs Tommy Tallarico et Jack Wall, est un concert, constitué d'un orchestre symphonique, reprenant les plus grandes bandes-sons des jeux vidéo de tous les temps. Tommy fit partie des millions d'internautes ayant regardé sa vidéo. À la suite de cela, il le contacta puis lui proposa de rejoindre la troupe.
Martin Leung est aujourd'hui connu par le pseudonyme Video Game Pianist.
Depuis 2013, Martin Leung ne participe cependant plus au Video Games live. Il a dit sur sa page facebook être « insatisfait du travail produit » par la troupe, et a dénoncé l'utilisation de « pistes préenregistrés » donnant un résultat « lourd, étouffé et fade ».
De son côté, Tommy Tallarico a fait valoir que le Video Games Live est avant tout « une expérience divertissante » et non « un sérieux et classique concert ». Il a aussi mentionné que les pistes préenregistrées sont aussi parfois une nécessité technique au regard du nombre de musiciens présents sur scène.